# Sukiennice
Sukiennice er en markant bygning i Kraków, Polen. Bygningen, der stammer fra renæssancen, ligger ved den store markedsplads i den gamle bydel i byen. Sukiennice betyder "Klædehallen" eller "Manufakturhandlernes hus", og den var engang et stort knudepunkt for international handel. I det 15. århundrede var Sukiennice stedet, hvor der blev handlet eksotiske varer fra Østen, fx krydderier, silke, læder og voks, og det var ligeledes herfra, at eksporten af lokale varer som tekstiler, bly og salt fra Wieliczka saltmine blev formidlet. 
På det tidspunkt var Kraków kongelig residensby i Polen, og den var en af Europas prægtigste byer allerede før renæssancen. Men de gode tider holdt ikke for evigt, og da landet blev opdelt flere gange mod slutningen af det 18. århundrede, fik byen efterhånden mindre betydning. I anden halvdel af det 19. århundrede blev det besluttet at restaurere Sukiennice på et tidspunkt, hvor en stor del af den indre by var faldefærdig. Da genopbygningen af Klædehallen var gennemført, stod bygningen som symbol på, at bedre tider var på vej. 
I nutiden bruges Sukiennice dels til repræsentative formål, når der kommer prominente besøgende til Kraków, dels som turistattraktion, hvorved den igen fungerer efter sit oprindelige formål: Som et sted, hvor der handles (omend det er andre typer varer nu, primært souvenirs).